# Mario Riva
Mario Riva (né Mario Bonavolontà à Rome le 26 janvier 1913 et mort à Vérone le 1er septembre 1960) est un acteur italien.

## Filmographie partielle
- 1941 : Due cuori sotto sequestro (it) de Carlo Ludovico Bragaglia
- 1948 : Il barone Carlo Mazza (it) de Guido Brignone
- 1948 : Totò au Tour d'Italie (Totò al giro d'Italia) de Mario Mattoli
- 1949 : Yvonne la Nuit de Giuseppe Amato
- 1951 : Il padrone del vapore de Mario Mattoli
- 1951 : Les nôtres arrivent (Arrivano i nostri) de Mario Mattoli
- 1951 : Accidenti alle tasse!! de Mario Mattoli
- 1952 : Vengeance sarde (Vendetta... sarda) de Mario Mattoli
- 1952 : Heureuse Époque (Altri tempi - Zibaldone n. 1) d'Alessandro Blasetti
- 1952 : Abracadabra de Max Neufeld
- 1953 : Anni facili de Luigi Zampa
- 1954 : Ridere! Ridere! Ridere! d'Edoardo Anton
- 1955 : Cette folle jeunesse (Racconti romani) de Gianni Franciolini
- 1957 : Arrivano i dollari! de Mario Costa
- 1958 : Mia nonna poliziotto de Steno